# راسيل تورنر (مدرب كرة سلة)
راسيل تورنر (بالإنجليزية: Russell Turner)‏ هو مدرب كرة سلة أمريكي، ولد في 24 أكتوبر 1970 في روانوك في الولايات المتحدة.

## روابط خارجية
- راسيل تورنر على موقع سبورتس رفرنس (الإنجليزية)
- راسيل تورنر على موقع كلية كرة السلة في سبورتس رفرنس.كوم (الإنجليزية)